# Пясъчници
 Тази статия е за семейството риби.  За седиментната скала вижте Пясъчник.  
Пясъчниците (Ammodytidae) са семейство риби от разред бодлоперки (Perciformes).

## Разпространение
Срещат се в океаните по целия свят, но най-често в Северния Тихи океан и Северния Атлантически океан.

## Родове
Семейството включва 7 рода.
Семейство Пясъчници
- Род Ammodytes
- Род Ammodytoides
- Род Bleekeria
- Род Gymnammodytes
- Род Hyperoplus
- Род Lepidammodytes
- Род Protammodytes